# Jarosław Rzeszutko
Jarosław Rzeszutko (ur. 17 października 1986 w Gdańsku) – polski hokeista, reprezentant Polski, działacz hokejowy

## Kariera

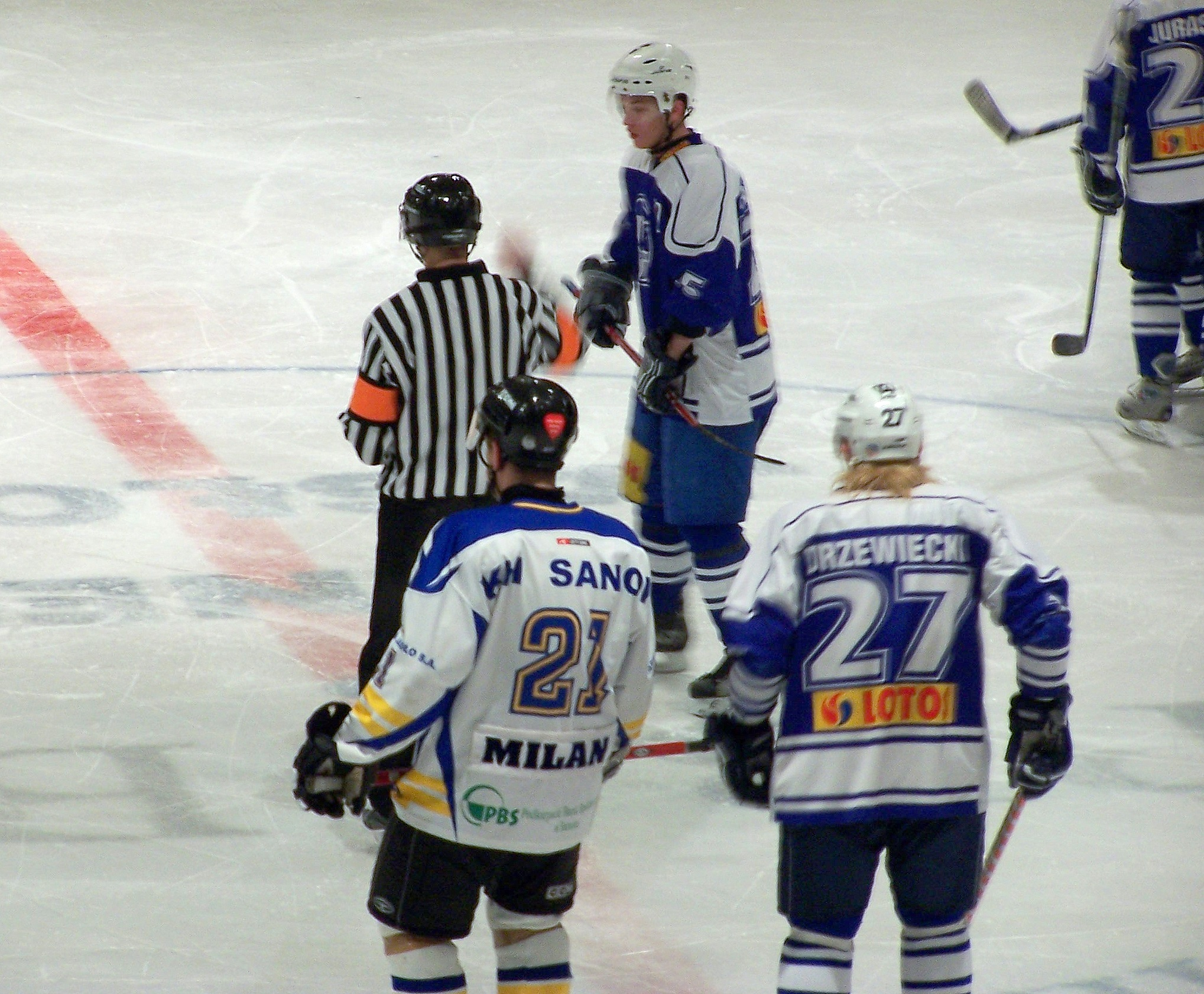
Jarosław Rzeszutko (w środku obok sędziego) podczas meczu KH Sanok - Stoczniowiec Gdańsk. Z prawej u góry Zdeněk Jurásek, poniżej tyłem Wojciech Milan i Filip Drzewiecki (Sanok - Torsan, 21 grudnia 2005)

- SMS II Sosnowiec (2002-2003)
- SMS I Sosnowiec (2004-2005)
- Stoczniowiec Gdańsk (2005-2010)
- Newcastle Vipers (2010-2011)
- Gothiques d'Amiens (2011-2012)
- Unia Oświęcim (2012-2013)
- GKS Tychy (2013-2021)
- Zagłębie Sosnowiec (2021-2023)

Wychowanek Stoczniowca Gdańsk. Absolwent NLO SMS PZHL Sosnowiec z 2005. Od 2010 zawodnik Newcastle Vipers występującego w brytyjskiej lidze Elite Ice Hockey League. Od kwietnia 2011 zawodnik francuskiego zespołu Gothiques d'Amiens w rozgrywkach Ligue Magnus (występującego w rozgrywkach Ligue Magnus). W czerwcu wypożyczony na rok ze Stoczniowca Gdańsk do Unii Oświęcim. W maju 2013 został zawodnikiem GKS Tychy. Z końcem kwietnia 2021 odszedł z klubu. W maju został zaangażowany przez Zagłębie Sosnowiec. Po sezonie 2022/2023 odszedł z klubu.
W kwietniu 2024 został ogłoszony kierownikiem sekcji hokejowej GKS Tychy.

## Sukcesy
Klubowe
- Finał Pucharu Polski: 2006, 2007 ze Stoczniowcem
- Srebrny medal mistrzostw Polski: 2014, 2016, 2017 z GKS Tychy
- Puchar Polski: 2014, 2016, 2017 z GKS Tychy
- Złoty medal mistrzostw Polski: 2015, 2018, 2019, 2020[11] z GKS Tychy
- Superpuchar Polski: 2015 z GKS Tychy
- Trzecie miejsce w Superfinale Pucharu Kontynentalnego: 2016 z GKS Tychy
- Finał Superpucharu Polski: 2017 z GKS Tychy
- Brązowy medal mistrzostw Polski: 2021 z GKS Tychy

Indywidualne
- Mistrzostwa świata do lat 18 w hokeju na lodzie mężczyzn 2004#I Dywizja:
  - Czwarte miejsce w klasyfikacji strzelców turnieju: 4 gole[12]
- Puchar Kontynentalny 2015/2016#Grupa C:
  - Trzecie miejsce w klasyfikacji strzelców turnieju: 4 gole[13]
- Puchar Kontynentalny 2015/2016#Grupa E:
  - Pierwsze miejsce w klasyfikacji strzelców turnieju: 3 gole[14]
- Puchar Kontynentalny 2015/2016#Superfinał - grupa F:
  - Drugie miejsce w klasyfikacji asystentów turnieju: 3 asysty[15]
  - Pierwsze miejsce w klasyfikacji kanadyjskiej turnieju: 5 punktów[16]